# Rhizopulvinaria halli
Rhizopulvinaria halli är en insektsart som beskrevs av Borchsenius 1957. Rhizopulvinaria halli ingår i släktet Rhizopulvinaria och familjen skålsköldlöss.
Artens utbredningsområde är Egypten. Inga underarter finns listade i Catalogue of Life.